# Poecilasthena tuhuata
Poecilasthena tuhuata là một loài bướm đêm trong họ Geometridae.